# كوم النور (الدقهلية)
قرية كوم النور هي إحدى القرى التابعة لمركز ميت غمر في محافظة الدقهلية في جمهورية مصر العربية. حسب إحصاءات سنة 2006، بلغ إجمالي السكان في كوم النور وكفر الدليل 40239 نسمة، منهم 20405 رجل و19834 امرأة.

## التاريخ
قرية كوم النور من القرى القديمة، واسمها الأصلي وقت الفتح الإسلامي لمصر ألبول (بالإنجليزية: Alboul)‏، وقد وردت باسم كوم الماءوتُعرف بكوم البول في أعمال الشرقية ضمن قرى الروك الصلاحي التي أحصاها ابن مماتي في كتاب قوانين الدواوين، كما وردت باسم كوم الماء في أعمال الشرقية ضمن قرى الروك الناصري التي أحصاها ابن الجيعان في كتاب «التحفة السنية بأسماء البلاد المصرية». وفي العصر العثماني كان اسمها في تربيع سنة 933هـ/1527م الذي أجراه الوالي العثماني سليمان باشا الخادم في عصر السلطان العثماني سليمان القانوني كوم الماء أو كوم النور ضمن قرى ولاية الدقهلية، وفي تاريخ 1228هـ/1813م الذي عدّ قرى مصر بعد المسح الذي قام به محمد علي باشا باسم كوم النور ضمن قرى مديرية الدقهلية.

## أعلامها
- محمد إبراهيم هلال، (1885 - ديسمبر 1932) صحفي وشاعر.